# Derung
Los derung (chino: 独龙族; pinyin: Dúlóng zú) son una de las minorías étnicas más pequeñas de las 56 oficialmente reconocidas por el gobierno de la República Popular China. Su población, de aproximadamente unas 8.000 personas, habita en la provincia de Yunnan, básicamente en la zona del valle del río Dulong.

## Idioma
Los derung tienen su propia lengua, el idioma derung, perteneciente a la rama de lenguas tibetano-birmanas de la familia de las lenguas sino-tibetanas. En la actualidad, la mayoría de los derung hablan el chino.
El idioma de los derung no cuenta con un sistema de escritura; por eso, los derung se han transmitido mensajes y han realizado registros mediante muescas en troncos de madera.

## Historia
Son pocos los documentos que han llegado hasta nuestros días con información sobre los orígenes de esta minoría. Se conoce, sin embargo, que durante el periodo de la dinastía Tang, los derung estuvieron bajo la jurisdicción de los reinos de Nanzhao y Dali.
Posteriormente, desde la dinastía Yuan hasta la dinastía Qing, los derang estuvieron gobernados por los jefes locales de los naxi. En 1913, los derung ayudaron a repeler un ataque británico en la zona.
Hasta 1949 el nombre de esta etnia no esteba unificado; recibieron nombres tan diversos como qiao durante la dinastía Yuan y qiu y qu durante la dinastía Qing.

## Cultura
Antes de la formación de la República Popular, los derung vivían siguiendo un sistema de clanes. Existían un total de 15 clanes, llamados nile; cada uno de ellos estaba formado por diversas comunidades familiares. Cada clan se dividía en ke'eng, poblados en los que los delung habitaban en casas comunes. Los matrimonios entre clanes estaban prohibidos.
El traje típico de las mujeres derung consiste en un vestido realizado en tela rayada en colores blanco y negro. Antiguamente, las mujeres solían tatuarse el rostro, tatuajes que se realizaban cuando alcanzaban los doce o trece años. Los tatuajes de algunas mujeres recuerdan los bigotes masculinos.
Las viviendas de esta minoría suelen estar construidas en madera. Tienen dos pisos de altura; el segundo piso está destinado a vivienda familiar mientras que el primer nivel sirve como granero y establo. Cuando un derung contrae matrimonio no abandona la casa paterna, sino que se traslada junto con su esposa a una nueva sección que se construye para el nuevo matrimonio dentro de la gran casa familiar.

## Religión
Aunque en la actualidad algunos derung son fieles al cristianismo, la mayoría de ellos sigue siendo animistas. Creen que todas las criaturas tienen su propia alma. Suelen realizar diversos sacrificios para apaciguar a los espíritus malignos.
La figura del chamán es de gran importancia ya que son los encargados de realizar todos los rituales. Durante las celebraciones del año nuevo derung, que se celebra en el mes de diciembre del calendario lunar, se celebran diversos sacrificios de animales para realizar una ofrenda al cielo.
- Datos: Q617614
- Multimedia: Derung people / Q617614